# 滄浪閣
滄浪閣（そうろうかく）は、1890年（明治23年）に、足柄下郡小田原町（現：神奈川県小田原市）に建てられた、政治家・伊藤博文の別邸。1897年（明治30年）に中郡大磯町に同名の邸宅を建てて移転し、本籍も同町に移したことから、本邸となった。

## 小田原の滄浪閣

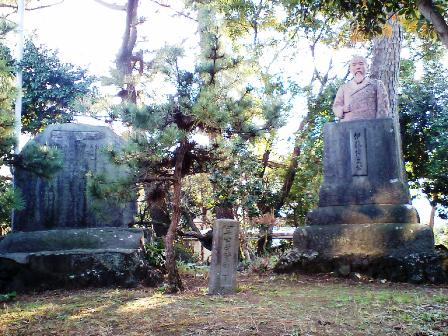
小田原滄浪閣跡に建つ滄浪閣跡の碑（左）と伊藤博文胸像（右）

伊藤博文は、初代内閣総理大臣、初代枢密院議長等の要職を重ねてきたが、大日本帝国憲法の草案が一段落した1889年（明治22年）に、父・十蔵の隠居地として小田原町緑1丁目8番地（現：小田原市栄町）に居宅を建設し、自身も枢密院議長辞任の意志を表明して小田原への永住を決めていたとみられている。同年10月に海岸の御幸の浜に面した小田原町十字643番地（現：小田原市本町）に別邸建設を開始した。
1890年（明治23年）10月にその別邸が完成し、「滄浪閣」と命名された。小田原の地に本格的に腰を据えようとした伊藤の意に反して、同年伊藤は貴族院議長に就任、1892年（明治25年）には第2次伊藤内閣を組閣することになり、その間には日清戦争もあるなど、静観の日々を送ることができない状況にあった。伊藤がこの滄浪閣にきている時には、政府の要人たちが次々と東京・小田原間を往来し、日清戦争に関する重要問題も滄浪閣で処理したことがあるほどであった。
1893年（明治26年）には、明治天皇皇女の常宮昌子、周宮房子両内親王が避寒のために滄浪閣に滞在した。同年、伊藤は法典調査会を設置し、自らその総裁となって民法改正に着手する。起草委員に選ばれた穂積陳重、富井雅章、梅謙次郎の3名の法学博士は、1894年（明治27年）の5月から秋まで滄浪閣の一室に閉じこもり、民法典原案の立案執筆を行った。こうして1898年（明治31年）7月に「民法」全五編が施行され、この地は「民法発祥の地」とされることになった。
しかし、伊藤は民法施行を待たずに、1897年（明治30年）、滄浪閣の名と共に大磯町へ移っていった。建物は「養生館」として西村圭二の手でリゾート旅館として再開されることになったが、1902年（明治35年）に小田原町沿岸を襲った小田原大海嘯により大破し、その残部も1923年（大正12年）の関東大震災で壊滅した。現在、その跡地には、伊藤の胸像と滄浪閣跡の碑が建っている。

## 大磯の滄浪閣
1890年（明治23年）頃、伊藤が小田原の滄浪閣へ行く途中、大磯に立ち寄り、その白砂松林の大磯が気に入り、梅子夫人の病気療養のためにも、この地に別荘を建築することに決めた。別荘が完成すると、小田原の滄浪閣を引き払い、大磯の別荘の方を「滄浪閣」と名づけた。1897年（明治30年）10月1日、伊藤は本籍を東京から大磯町に移したため、滄浪閣は伊藤の別荘ではなく本邸となった。
敷地面積は18,150平方メートル（5,500坪）。建物は日本間と洋間が3つあり、日本間は10畳と8畳に仕切ってあった。一方、3つの洋間は英国調となっている。廊下等には明治天皇からの下賜品である絵襖が飾られている。日本画家湯川松堂により「源義家後三年の役」「静御前の舞」「太田道灌鷹狩り」「野見宿禰の相撲」の各場面が描かれたものである。
また、伊藤は邸内に尊敬していた先輩の三条実美、岩倉具視、大久保利通、木戸孝允を祀った四賢堂を造り、東西の両壁に掲げた四賢侯の像に向かい瞑想に耽ったりしていた（伊藤の死後、梅子夫人が伊藤博文を加えて五賢堂となった)。  
伊藤が本宅を構えた当時の大磯には、山縣有朋や西園寺公望、大隈重信等の政財界要人が別荘を構え、滄浪閣への来訪者も絶えなかった。1907年（明治40年）頃の大磯には、150戸以上の別荘が存在したといわれる。
大磯在住時の伊藤は素朴を好み、散歩の際は鳥打帽に着物の簡単な服装で出かけた。ふらりと農家に立ち寄っては、米麦の値段や野菜の出来具合を聞いたり、夜の海岸へ出かけて地引網の見物をし、イカ釣り船の漁夫に話しかけたりしたという。地元の祭りの時には、四斗樽の鏡を抜いて酒を振舞い、地域との融和を心がけていたという。
伊藤の死後は梅子夫人が居住したが、1921年（大正10年）に養子の伊藤博邦により朝鮮の李王家に譲渡されて別邸となった。1923年（大正12年）の関東大震災では建物が倒壊するが、焼失は免れ、直ちに再建された。第二次世界大戦終戦直後は一時、米軍に接収され、1946年（昭和21年）2月、李垠から政治家・楢橋渡へ、さらに1951年（昭和26年）5月には西武鉄道に売却された。1954年（昭和29年）12月に宿泊施設として開業し、大磯プリンスホテルの別館となる。1960年（昭和35年）4月、五賢堂が元首相・吉田茂邸内へ遷座された（吉田茂は五賢堂に西園寺公望を合祀した。吉田茂の死後、吉田も加えられて七賢堂と改められた）。

## 名称の由来
「滄浪閣」の名の由来は、楚辞の漁父第七「滄浪之水清兮、可以濯吾纓、滄浪之水濁兮、可以濯吾足（滄浪の水清まば、もってわが纓を濯うべく、滄浪の水濁らば、もってわが足を濯うべし）」とされる。「滄浪」は「あおあおとした波」又は「漢水」の意味で、滄浪の水の流れが綺麗なときは冠の紐を洗い、濁っているときは足を洗う、という意味から、何事も自然の成り行きにまかせて身を処する意味を表している。

## 明治記念大磯邸園へ
西武鉄道の有価証券報告書虚偽報告事件に端を発する西武グループの再編を受け、プリンスホテルでも事業の見直しが行われた。その結果、滄浪閣は2007年（平成19年）3月31日を以って大磯プリンスホテル別館としての営業を終了し、売却されることとなった。
2006年（平成18年）11月に行われた公開入札で大手建設会社が名乗りを上げ交渉権を獲得したが、大磯町が、歴史的建築物を保存すべく、買取に向けてプリンスホテルと協議することになった。「公有地の拡大の推進に関する法律」に基づき、町が優先的に交渉権を得られるように神奈川県に届出を提出した。
町はこの法律に基づき買い取り協議を進めたが、町が提示した価格・約25億5千万円と、交渉権を有していた大手建設会社の提示価格との間に大きな開きがあり協議は難航。結局、町は買取を断念し、新たな所有者に建物の保存を要望することになった。
一方、2018年（平成30年）が明治改元から150年に当たる事から、政府では記念事業を検討していたが、国土交通省では滄浪閣など大磯の別荘群に注目し、大磯町などと連携してその再活用を行う事を決めた。
2017年（平成29年）11月21日の閣議決定を受けて基本計画が策定され、近隣の大隈重信邸、陸奥宗光邸、西園寺公望邸などと合わせた「明治記念大磯邸園」として整備が行なわれる事が決まった。大磯邸園は2020年（令和2年）11月3日に一部が公開され、順次公開域を広げているが、滄浪閣は老朽化が進んでいるため未公開となっている。